# Mei Suruga
Mei Suruga  (駿河メイ, Suruga Mei, nacida el 30 de mayo de 1999) es una luchadora profesional japonesa. Suruga trabaja para Gatoh Move Pro Wrestling y con Tokyo Joshi Pro Wrestling, promoción hermana de DDT Pro-Wrestling.
Es conocida por sus apariciones en DDT Pro-Wrestling, Pro-Wrestling: EVE, Sendai Girls' Pro Wrestling y All Elite Wrestling. 

## Carrera

### Circuito independiente (2018-presente)
Suruga debutó como luchadora profesional en Gatoh Move In Kitazawa Town Hall, un evento promovido por Gatoh Move Pro Wrestling el 27 de mayo de 2018, donde se quedó corta con su entrenadora, Emi Sakura. En Gatoh Move ChocoPro #76 el 31 de diciembre de 2020, Suruga se asoció con Baliyan Akki como Best Bros para derrotar a Reset (Emi Sakura & Kaori Yoneyama) por el Asia Dream Tag Team Championship. Sugura participó en el anuncio DDT Beer Garden Fight 2018, un evento promovido por DDT Pro-Wrestling (DDT) el 1 de agosto de 2018, donde se asoció con Emi Sakura y Riho, quedando corta con NEO Biishiki-gun (Masahiro Takanashi, Yoshiko y Sakisama). Suruga compitió en otro evento de DDT, titulado Masahiro Takanashi Produce ~ Follow Me el 15 de septiembre de 2019, donde se asoció con Saki Akai y participó en una lucha por equipos de ocho equipos compitiendo contra los ganadores Hoshitango y Seiya Morohashi, Mao y Yusuke Inokuma, Disaster Box (Kazuki Hirata y Toru Owashi), Antonio Honda y Riho, Cherry y Emi Sakura, Gota Ihashi y Shota, y Gorgeous Matsuno y Konosuke Takeshita.
Suruga compitió en el EVE SHE-1 ~ Ace Of EVE 2019, torneo promovido por Pro-Wrestling: EVE, en noviembre de 2019, donde se colocó en el Bloque C y compitió contra Jetta, Jazz, Rhia O'Reilly y Lulu Pencil, terminando con cuatro puntos. En AJPW GROWIN 'UP Vol.24, un evento producido por All Japan Pro Wrestling el 26 de febrero de 2020, Suruga se asoció con Black Menso re bajo el nombre de Pink Menso para derrotar a Hikaru Sato y Sumire Natsu en una lucha mixta. En el TJPW de Tokyo Joshi Pro Wrestling Still Incomplete el 17 de abril de 2021, Suruga se asoció con Sakisama como NEO Biishiki-gun y derrotó a las Bakurestu Sisters (Nodoka Tenma y Yuki Aino) para ganar el Princess Tag Team Championship.  También ganó el torneo Max Heart "Futari wa Princess el 6 de marzo de 2021, al unirse nuevamente con Sakisama, derrotando a Maki Itoh y Miyu Yamashita en la final.

### Sendai Girls' Pro Wrestling (2018-2020)
Suruga también es conocida por su permanencia con Sendai Girls' Pro Wrestling, promoción por la que compitió el 17 de abril de 2019, en un show en casa donde se asoció con Jordynne Grace y Sareee para derrotar a Chihiro Hashimoto, Killer Kelly y Mikoto Shindo. Un día antes, el 16 de abril de 2019, Suruga compitió en otro show en casa donde se asoció con Ryo Mizunami para derrotar a Kaoru y Mikoto Shindo. En Sendai Girls Joshi Puroresu Big Show en Sendai el 13 de octubre de 2019, Suruga compitió en una batalla real de 8 mujeres contra la ganadora Hikaru Shida, Jaguar Yokota, Kaoru, Sakura Hirota, Alex Lee, Ayame Sasamura y Aiger.

### All Elite Wrestling (2021)
El 3 de febrero de 2021, en Beach Break, Suruga fue anunciada como participante en el torneo por una oportunidad por el Campeonato Mundial Femenino de AEW. Ella perdió ante Yuka Sakazaki en la primera ronda que se emitió el 15 de febrero. El 28 de febrero de 2021, se asoció con Hikaru Shida y Rin Kadokura para derrotar a Veny, Maki Itoh y Emi Sakura en una lucha por equipos de seis personas.

## Campeonatos y logros
- Gatoh Move Pro Wrestling 
  - Asia Dream Tag Team Championship (1 vez, actual) – con Baliyan Akki

- Tokyo Joshi Pro Wrestling
  - Princess Tag Team Championship (1 vez) – con Sakisama